# Korfbal 1976-1977
Korfbalseizoen 1976-1977 is het zevende seizoen van de gezamenlijke korfbalbond KNKV. In dit seizoen telt de veldcompetitie een Hoofdklasse waarbij elk team 18 wedstrijden speelt en in de zaalcompetitie zijn twee Hoofdklassen waarbij elk team 14 wedstrijden speelt.

## Veldcompetitie KNKV
In seizoen 1976-1977 was de hoogste Nederlandse veldkorfbalcompetitie in de KNKV de Hoofdklasse; 1 poule met 10 teams. Het kampioenschap is voor het team dat na 18 competitiewedstrijden de meeste wedstrijdpunten heeft verzameld. Een play-off systeem was niet van toepassing. Enkel bij een gedeelde eerste plaats zou er een beslissingswedstrijd gespeeld moeten worden. De onderste twee ploegen degraderen.
Hoofdklasse Veld
| pos | club           | gs | w  | g | v  | pnt | dv  | dt  | dt  |
| --- | -------------- | -- | -- | - | -- | --- | --- | --- | --- |
| 1.  | PKC            | 18 | 13 | 1 | 4  | 27  | 181 | 135 | +46 |
| 2.  | LUTO           | 18 | 11 | 4 | 3  | 26  | 134 | 124 | +10 |
| 3.  | Ons Eibernest  | 18 | 9  | 5 | 4  | 23  | 172 | 138 | +34 |
| 4.  | Deto           | 18 | 9  | 3 | 6  | 21  | 144 | 129 | +15 |
| 5.  | Allen Weerbaar | 18 | 6  | 7 | 5  | 19  | 154 | 148 | +6  |
| 6.  | AKC Blauw-Wit  | 18 | 8  | 3 | 7  | 19  | 126 | 124 | +2  |
| 7.  | Deetos         | 18 | 7  | 0 | 11 | 14  | 127 | 140 | -13 |
| 8.  | Archipel       | 18 | 6  | 2 | 10 | 14  | 113 | 136 | -23 |
| 9.  | ROHDA          | 18 | 4  | 3 | 11 | 11  | 132 | 142 | -10 |
| 10. | AKC            | 18 | 2  | 2 | 14 | 6   | 102 | 169 | -67 |

| Veldkampioen van Nederland KNKV 1977 |
| ------------------------------------ |
| PKC                                  |

## Zaalcompetitie KNKV
In seizoen 1976-1977 was de hoogste Nederlandse zaalkorfbalcompetitie in de KNKV de Hoofdklasse; twee poules met elk 8 teams. Het kampioenschap is voor de winnaar van de kampioenswedstrijd, waarin de kampioen van de Hoofdklasse A tegen de kampioen van de Hoofdklasse B speelt.
 Hoofdklasse A
| pos | club          | gs | w  | g | v  | pnt | dv  | dt  | dt  |
| --- | ------------- | -- | -- | - | -- | --- | --- | --- | --- |
| 1.  | LUTO          | 14 | 10 | 1 | 3  | 21  | 171 | 127 | +44 |
| 2.  | Deetos        | 14 | 9  | 2 | 3  | 20  | 156 | 125 | +31 |
| 3.  | Deto          | 14 | 9  | 1 | 4  | 19  | 148 | 141 | +7  |
| 4.  | AKC Blauw-Wit | 14 | 7  | 1 | 6  | 15  | 156 | 148 | +8  |
| 5.  | Trekvogels    | 14 | 5  | 2 | 7  | 12  | 149 | 145 | +4  |
| 6.  | Archipel      | 14 | 5  | 2 | 7  | 12  | 110 | 125 | -15 |
| 7.  | Rapiditas     | 14 | 4  | 1 | 9  | 9   | 150 | 172 | -22 |
| 8.  | Het Zuiden    | 14 | 1  | 2 | 11 | 4   | 126 | 183 | -57 |

Hoofdklasse B
| pos | club           | gs | w | g | v  | pnt | dv  | dt  | dt  |
| --- | -------------- | -- | - | - | -- | --- | --- | --- | --- |
| 1.  | Allen Weerbaar | 14 | 8 | 4 | 2  | 20  | 179 | 135 | +44 |
| 2.  | PKC            | 14 | 8 | 3 | 3  | 19  | 158 | 139 | +19 |
| 3.  | KV Die Haghe   | 14 | 8 | 2 | 4  | 18  | 152 | 147 | +5  |
| 4.  | Ons Eibernest  | 14 | 7 | 2 | 5  | 16  | 166 | 145 | +21 |
| 5.  | DOS'46         | 14 | 6 | 3 | 5  | 15  | 166 | 156 | +10 |
| 6.  | HKV            | 14 | 5 | 3 | 6  | 13  | 151 | 159 | -8  |
| 7.  | De Danaïden    | 14 | 3 | 1 | 10 | 7   | 132 | 183 | -50 |
| 8.  | AKC            | 14 | 1 | 2 | 11 | 4   | 148 | 188 | -40 |

De finale werd gespeeld op zaterdag 12 maart 1977 in de Sporthallen Zuid te Amsterdam. Hierdoor werd de zaalfinale van dit seizoen een Amsterdamse aangelegenheid, want zowel de sporthal als de 2 finalisten waren Amsterdams.
| Hoofdklasse Finale |                |    |
|                    |                |    |
| A1                 | LUTO           | 8  |
| B1                 | Allen Weerbaar | 11 |

| Zaalkampioen van Nederland KNKV 1977 |
| ------------------------------------ |
| Allen Weerbaar                       |